# KCTD11
KCTD11 (англ. Potassium channel tetramerization domain containing 11) – білок, який кодується однойменним геном, розташованим у людей на 17-й хромосомі. Довжина поліпептидного ланцюга білка становить 232 амінокислот, а молекулярна маса — 25 887.
| 10         |  | 20         |  | 30         |  | 40         |  | 50         |
| ---------- |  | ---------- |  | ---------- |  | ---------- |  | ---------- |
| MLGAMFRAGT |  | PMPPNLNSQG |  | GGHYFIDRDG |  | KAFRHILNFL |  | RLGRLDLPRG |
| YGETALLRAE |  | ADFYQIRPLL |  | DALRELEASQ |  | GTPAPTAALL |  | HADVDVSPRL |
| VHFSARRGPH |  | HYELSSVQVD |  | TFRANLFCTD |  | SECLGALRAR |  | FGVASGDRAE |
| GSPHFHLEWA |  | PRPVELPEVE |  | YGRLGLQPLW |  | TGGPGERREV |  | VGTPSFLEEV |
| LRVALEHGFR |  | LDSVFPDPED |  | LLNSRSLRFV |  | RH         |  |            |

A: Аланін

C: Цистеїн

D: Аспарагінова кислота

E: Глутамінова кислота

F: Фенілаланін

G: Гліцин

H: Гістидин

I: Ізолейцин

K: Лізин

L: Лейцин

M: Метіонін

N: Аспарагін

P: Пролін

Q: Глутамін

R: Аргінін

S: Серин

T: Треонін

V: Валін

W: Триптофан

Кодований геном білок за функціями належить до трансфераз, білків розвитку. 
Задіяний у таких біологічних процесах, як клітинний цикл, убіквітинування білків, регуляція росту. 